# Támara (kommun)
Támara är en kommun i Colombia.   Den ligger i departementet Casanare, i den centrala delen av landet, 250 km nordost om huvudstaden Bogotá. Antalet invånare är 7 118.